# Усть-Кормиха
Усть-Кормиха — село в Волчихинском районе Алтайского края. В составе Усть-Волчихинского сельсовета.

## История
Основано в 1740 году. В 1928 г. село Усть-Кормиха состояло из 126 хозяйств, основное население — русские. Центр Усть-Кормихинского сельсовета Волчихинского района Славгородского округа Сибирского края.

## Население
| 1997 | 1998 | 1999 | 2000 | 2001 | 2002 | 2003 |
| ---- | ---- | ---- | ---- | ---- | ---- | ---- |
| 150  | ↘146 | ↘139 | ↗142 | ↗145 | ↘141 | ↗146 |
| 2004 | 2005 | 2006 | 2007 | 2008 | 2009 | 2010 |
| ↗149 | ↘146 | ↗151 | ↘141 | ↘135 | ↘121 | ↘120 |
| 2011 | 2012 | 2013 |      |      |      |      |
| ↘117 | ↘112 | ↘108 |      |      |      |      |

## Известные уроженцы
Карасёв Александр Михайлович (1918—1990) —  советский военный деятель. В годы Великой Отечественной войны — командир батальона 963 стрелкового полка 274 стрелковой Ярцевской дивизии 69 армии на Западном фронте, капитан (1943—1945). Кавалер ордена Ленина (1945). Член ВКП(б) с 1943 года.